# Grande Prêmio de Mônaco de 1963
Resultados do Grande Prêmio de Mônaco de Fórmula 1 realizado em Montecarlo à 26 de maio de 1963. Foi a etapa de abertura daquela temporada e teve como vencedor o britânico Graham Hill.

## Classificação da prova
| Pos. | Nº | Piloto                  | Construtor     | Voltas | Tempo/Diferença              | Grid | Pontos |
| ---- | -- | ----------------------- | -------------- | ------ | ---------------------------- | ---- | ------ |
| 1    | 6  | Graham Hill             | BRM            | 100    | 2:41:49.7                    | 2    | 9      |
| 2    | 5  | Richie Ginther          | BRM            | 100    | + 4.6                        | 4    | 6      |
| 3    | 7  | Bruce McLaren           | Cooper-Climax  | 100    | + 12.8                       | 8    | 4      |
| 4    | 21 | John Surtees            | Ferrari        | 100    | + 14.1                       | 3    | 3      |
| 5    | 8  | Tony Maggs              | Cooper-Climax  | 98     | + 2 voltas                   | 10   | 2      |
| 6    | 10 | Trevor Taylor           | Lotus-Climax   | 98     | + 2 voltas                   | 9    | 1      |
| 7    | 11 | Jo Bonnier              | Cooper-Climax  | 94     | + 6 voltas                   | 11   |        |
| 8    | 9  | Jim Clark               | Lotus-Climax   | 78     | Câmbio                       | 1    |        |
| 9    | 3  | Jack Brabham            | Lotus-Climax   | 77     | Câmbio                       | 16   |        |
| Ret  | 14 | Innes Ireland           | Lotus-BRM      | 40     | Acidente                     | 5    |        |
| Ret  | 20 | Willy Mairesse          | Ferrari        | 37     | Câmbio                       | 7    |        |
| Ret  | 17 | Maurice Trintignant     | Lola-Climax    | 34     | Embreagem                    | 14   |        |
| Ret  | 4  | Dan Gurney              | Brabham-Climax | 25     | Diferencial                  | 6    |        |
| Ret  | 12 | Jim Hall                | Lotus-BRM      | 20     | Câmbio                       | 13   |        |
| Ret  | 25 | Jo Siffert              | Lotus-BRM      | 3      | Motor                        | 12   |        |
| DNS  | 15 | Chris Amon              | Lola-Climax    |        | Carro entregue a Trintignant | (15) |        |
| DNQ  | 24 | Bernard Collomb         | Lotus-Climax   |        |                              |      |        |
| WD   | 1  | Phil Hill               | ATS            |        | Carro inconcluso             |      |        |
| WD   | 2  | Giancarlo Baghetti      | ATS            |        | Carro inconcluso             |      |        |
| WD   | 16 | John Campbell-Jones     | Lotus-BRM      |        | Câmbio                       |      |        |
| WD   | 18 | Ian Burgess             | Scirocco-BRM   |        | Carro inconcluso             |      |        |
| WD   | 19 | Tony Settember          | Scirocco-BRM   |        | Carro inconcluso             |      |        |
| WD   | 22 | Nasif Estéfano          | De Tomaso      |        |                              |      |        |
| WD   | 23 | Lorenzo Bandini         | BRM            |        | Carro requisitado pela BRM   |      |        |
| WD   | 24 | Carel Godin de Beaufort | Porsche        |        |                              |      |        |

## Tabela do campeonato após a corrida
| Pos. | Piloto         | Pontos |
| ---- | -------------- | ------ |
| 1    | Graham Hill    | 9      |
| 2    | Richie Ginther | 6      |
| 3    | Bruce McLaren  | 4      |
| 4    | John Surtees   | 3      |
| 5    | Tony Maggs     | 2      |

| Pos. | Construtor    | Pontos |
| ---- | ------------- | ------ |
| 1    | BRM           | 9      |
| 2    | Cooper-Climax | 4      |
| 3    | Ferrari       | 3      |
| 4    | Lotus-Climax  | 1      |

- Nota: Somente as primeiras cinco posições estão listadas. Apenas os seis melhores resultados, dentre pilotos ou equipes, eram computados visando o título. Neste ponto esclarecemos: na tabela dos construtores figurava somente o melhor colocado dentre os carros de um time.